# Ceratocanthus spinicornis
Ceratocanthus spinicornis är en skalbaggsart som beskrevs av Fabricius 1792. Ceratocanthus spinicornis ingår i släktet Ceratocanthus och familjen Hybosoridae. Inga underarter finns listade i Catalogue of Life.